# Почти человек
«Почти́ челове́к» (англ. Almost Human) — американский научно-фантастический телесериал, созданный Дж. Х. Уайменом. Премьера сериала состоялась 17 ноября 2013 года на телеканале Fox.
29 апреля 2014 года телеканал Fox решил закрыть сериал.

## Сюжет
В 2048 году технический прогресс вышел из-под контроля. Новые разработки навсегда меняют облик преступности, полиция не справляется. Для противостояния этой угрозе выработана новая тактика защиты: в напарники к полицейским Лос-Анджелеса приставлены боевые модели андроидов.
Джон Кеннекс (Карл Урбан) — детектив, который имеет все основания ненавидеть новых напарников-роботов. Почти два года назад, он и его команда проводили операцию по захвату банды, известной как «Инсиндикат», но попали в засаду. Кеннекс пытался спасти своего тяжело раненного напарника, но сопровождающий их андроид отказался помогать им, потому что их шансы на выживание были низкими. В итоге, во время взрыва Кеннекс потерял ногу, а его напарник погиб.
После пробуждения от 17-месячной комы, Кеннексу приходится мириться с кибернетическим протезом ноги, кроме того у него огромные пробелы в памяти.
Одним из условий возвращения на работу является то, что его напарником должен стать андроид MX-43, которого он сразу же выталкивает из движущейся машины. В итоге его напарником становится более старая модель DRN. Согласно задумке DRN должны были стать как можно ближе к человеку, эта серия основана на программе «синтетическая душа». Андроиды DRN плохо справлялись с некоторыми эмоциями, что стало причиной их замены на более логичную модель MX. Напарник Кеннекса, известный как Дориан (Майкл Или), уникальный андроид, пытается подружиться с Джоном, но сталкивается с пренебрежением и непониманием. В процессе совместной работы они начинают доверять друг другу и становятся друзьями, если, конечно, можно дружить с роботом.

## В ролях
- Карл Урбан — детектив Джон Кеннекс
- Майкл Или — DRN-0167 «Дориан»
- Минка Келли — детектив Валери Шталь
- Маккензи Крук — техник Руди Лом
- Майкл Ирби — детектив Ричард Пол
- Лили Тейлор — капитан Сандра Мальдонадо

## Разработка и производство
Сериал впервые появился как запланированная программа Fox в сентябре 2012 года. В январе 2013 года Fox дал зеленый свет производству пилотного эпизода. 8 мая 2013 года сериал был добавлен в график телевизионного сезона 2013/14. 9 сентября 2013 года было объявлено, что исполнительный продюсер и сошоураннер Нарен Шанкар, который присоединился к производству сериала после выпуска пилота, ушёл из-за творческих разногласий. Создатель телесериала Дж. Х. Уаймен будет продолжать работу в качестве единственного шоураннера.
Премьера шоу была первоначально запланирована на понедельник 4 ноября 2013 года. Тем не менее позже Fox объявил двухнедельную задержку и что премьера сериала стартует со специального предварительного показа в воскресенье 17 ноября до переезда на своё основное время в понедельник.

## Эпизоды
| № | Название                              | Режиссёр       | Автор сценария               | Дата премьеры   | Произв. код | Зрители в США (млн) |
| --- | ------------------------------------- | -------------- | ---------------------------- | --------------- | ----------- | ------------------- |
| 1 | «Pilot» «Пилот»                       | Брэд Андерсон  | Дж. Х. Уаймен                | 17 ноября 2013  | 296844      | 9,18                |
| Полицейский Джон Кеннекс теряет своего друга-напарника во время полицейской облавы на базу наркосиндиката — они попали в заранее спланированную засаду, а полицейский-андроид серии МХ отказался их прикрывать, отправившись выполнять приоритетную задачу. Через 17 месяцев, потерявший память и ногу и резко негативно относящийся к полицейским-роботам, Кеннекс возвращается к работе по личной просьбе своего начальника капитана Сандры Мальдонадо. Ей нужен человек, готовый встать на пути могущественной преступной группировки «Инсиндикат». Его напарником-андроидом становится Дориан — робот серии DRN на основе программы «Синтетическая душа». Постепенно Кеннекс меняет свои взгляды на напарника. Вместе им удаётся обезвредить преступников «Инсиндикат», похитивших образцы программируемой ДНК и планировавших убить всех полицейских-людей с целью достать из склада улик какой-то предмет. |                                       |                |                              |                 |             |                     |
| 2 | «Skin» «Кожа»                         | Майкл Оффер    | Чео Ходари Кокер             | 18 ноября 2013  | 2J7005      | 6,76                |
| Кеннекс и Дориан берутся за расследование убийства конструктора секс-роботов Себастиана Джонса. Незарегистрированный секс-бот, с которым в момент убийства был Джонс, оставил везде следы ДНК недавно похищенной девушки. А спустя некоторое время похитили ещё одну молодую женщину, оставив свидетеля — её маленького сына Виктора. Детективам удаётся раскрыть деятельность подпольной лаборатории по производству человеческой кожи для секс-ботов из образцов, взятых у похищаемых девушек. За всем этим стояла албанская преступная группировка, использовавшая открытия позднее убитого ими Джонса. |                                       |                |                              |                 |             |                     |
| 3 | «Are You Receiving?» «Ты принимаешь?» | Ларри Тенг     | Джастин Доубл                | 25 ноября 2013  | 2J7006      | 6,12                |
| Детективы Кеннекс и Дориан пытаются обезвредить террористов, взявших в заложники людей на 25-м этаже небоскрёба. При захвате преступников Дориан получает повреждение головы и вскоре может выйти из строя. Однако перед этим ему удаётся узнать, что заложников захватили террористы, скрывающиеся под электронными личинами членов экстремистской группировки. Как оказалось, захват заложников и использование чужих личностей — лишь отвлекающий манёвр для ограбления находящегося рядом центра по работе с палладием. Дориан, починенный Кеннексом, проникает на этаж с террористами через шахту лифта и вентиляцию и при поддержке напарника обезвреживает преступников и включенную ими бомбу. |                                       |                |                              |                 |             |                     |
| 4 | «The Bends» «Изгибы»                  | Кеннет Финк    | Дэниел Гриндлингер           | 2 декабря 2013  | 2J7007      | 5,87                |
| Джон и Дориан расследуют убийство полицейского Тревора Купера, давнего друга Кеннекса, который якобы причастен к торговле наркотиком бензопрапин («кессон»). Во время исследования места преступления Дориан при помощи сканера обнаруживает, что из тела убитого был извлечён подкожный микрофон. Становится ясно, что Тревор был агентом под прикрытием и наконец вышел на главаря наркосиндиката по кличке «Епископ». Для проведения новой операции Кеннексу требуется специалист по химии и он находит такого человека в лице Рудольфа Лома. Джон организует встречу Руди с наркоторговцами. Однако становится ясно, что нарколаборатория находится в другом, неизвестном месте. Руди знакомится с настоящим «Епископом». Им оказывается начальник полицейского участка по борьбе с наркотиками Алекс Баррос, который и подставил Тревора Купера. Проникнув в лабораторию, Кеннекс настигает Барроса и мстит за убитого друга. |                                       |                |                              |                 |             |                     |
| 5 | «Blood Brothers» «Братья по крови»    | Омар Мадха     | Коул Малиска                 | 9 декабря 2013  | 2J7008      | 6,05                |
| Бизнесмена и филантропа Итана Эйвери судят за убийство ученого-биолога. Его дело вела капитан Сандра Мальдонадо, и единственное доказательство — показания двух свидетелей. Но прямо во время заседания неизвестный нападает на свидетелей, убивая одного из них. Второму удается сбежать, и теперь задача Джона Кеннекса и Дориана — защитить выжившего и найти убийцу. Однако все указывает на то, что на свидетелей напал сам Итан Эйвери. |                                       |                |                              |                 |             |                     |
| 6 | «Arrhythmia» «Аритмия»                | Джефф Т. Томас | Элисон Шапкер                | 16 декабря 2013 | 2J7003      | 5,34                |
| В одной из городских клиник от сердечного приступа умирает мужчина, несколько минут назад ворвавшийся туда с пистолетом в руках и требовавший от врача подключить его к системе жизнеобеспечения. Странную смерть поручают расследовать Кеннексу и Дориану. Выясняется, что у умершего было искусственное сердце, нелегально пересаженное ему от два года назад умершей и кремированной женщины. Детективы разоблачают преступную группу, занимающуюся этими пересадками и вымогающими деньги у своих клиентов под страхом отключения искусственных органов с помощью специальных микроустройств. |                                       |                |                              |                 |             |                     |
| 7 | «Simon Says» «Саймон говорит»         | Жанно Шварц    | Элисон Шапкер                | 6 января 2014   | 2J7010      | 6,35                |
| В управлении полиции возникли проблемы с электричеством в связи с веерным отключением, вызванным вспышкой на Солнце. Из-за дефицита энергии Дориан остаётся заряженным наполовину, что плохо сказывается на его характере. В это же время в интернете начинается прямая трансляция жестоких расправ психически неуравновешенного парня над его обидчиками — работником банка, отказавшим ему в кредите, и девушкой, вовремя сбежавшей с назначенного им свидания. Девушку удаётся спасти, сняв с её шеи бомбу, однако третьей жертвой преступника становится сам Джон Кеннекс. |                                       |                |                              |                 |             |                     |
| 8 | «You Are Here» «Вы здесь»             | Сэм Хилл       | Дж. Х. Уаймен и Нарен Шанкар | 13 января 2014  | 2J7002      | 6,88                |
| Кеннекс и Дориан расследуют загадочное убийство молодого мужчины прямо на перроне метро. Им удается выяснить, что за этим стоят контрабандисты оружием, вынудившие талантливого программиста продать им своё изобретение, позволяющее следить за любым человеком с помощью любых окружающих электронных устройств, а затем избавившиеся от него. Их следующая цель — подруга убитого и её маленькая дочь. Однако слаженные действия напарников не позволили осуществиться планам преступников. В этой серии продолжилась интрига с главой преступной группы «Инсиндикат», захваченным в пилотной серии. Капитан Сандра Мальдонадо была готова пойти на сделку с ним, чтобы узнать, что заинтересовало бандитов на полицейском складе вещдоков. |                                       |                |                              |                 |             |                     |
| 9 | «Unbound» «Освобождённый»             | Джеффри Хант   | Грэм Роланд                  | 3 февраля 2014  | 2J7009      | 6,41                |
| Рядом с цветочным магазином неизвестный в маске убивает девушку по имени Таня. Его тут же настигает группа полицейских-андроидов и в ответ на выстрелы расстреливает убийцу. Им оказывается служебный робот, перепрограммированный на совершение преступления. Тело робота-преступника помещают на склад улик, где он тут же снова активизируется, находит ящик с головой девушки-андроида (фигурировавший в прошлых сериях), заменяет этой головой свою, вооружается до зубов и уходит, убив при этом охранника. Выясняется, что загадочная голова принадлежала экспериментальной модели ХRN, и именно за ней так долго охотился «Инсиндикат». Как рассказал Дориану Кеннекс, ХRN — это боевая модификация андроидов DRN, демонстрация которой закончилась трехдневным побоищем в центре города и гибелью 26 полицейских-людей. В поимке сбежавшего робота-убийцы Кеннексу и Дориану помогает доктор Найджел Вон, создатель андроидов и DRN, и ХRN. Полицейским удаётся уничтожить ХRN, однако оказалось, что истинной целью Вона были созданные им для DRN синтетические души, конфискованные полицией после кровавых событий, и 500 мощных современных микропроцессоров, ради которых он и затеял воскрешение головы ХRN. Завладев всем этим, доктор Вон решает скрыться по другую сторону стены окружающей город. |                                       |                |                              |                 |             |                     |
| 10 | «Perception» «Восприятие»             | Мими Ледер     | Сара Голдфингер              | 10 февраля 2014 | 2J7004      | 5,74                |
| Детектив Кеннекс и Дориан расследуют одновременную смерть двух генетически улучшенных детей. Возможной причиной является летальная доза нового «идеального» наркотика. Выясняется связь с ранее обнаруженными смертями. Между тем, Кеннекс переносит болезненные флешбеки и опять посещает подпольную контору по восстановлению памяти. |                                       |                |                              |                 |             |                     |
| 11 | «Disrupt» «Разрушение»                | Томас Ятско    | Сара Голдфингер              | 17 февраля 2014 | 2J7011      | 5,35                |
| Руди проводит диагностику Дориана, скачивает странные изображения из его памяти и пытается это скрыть. В особняке, оборудованном системой домашней безопасности, погибают хозяева. Выясняется, что погибли владельцы фирмы, производящей эту систему безопасности. Расследование показывает, что ровно год назад при подобных обстоятельствах погиб подросток. В поисках возможного мстителя Кеннекс и Валери ищут таинственного хакера CrispinX, члена группы кибер-террористов Disrupt. |                                       |                |                              |                 |             |                     |
| 12 | «Beholder» «Созерцатель»              | Фред Туа       | Крис Дауни и Джо Хендерсон   | 24 февраля 2014 | 2J7012      | 5,27                |
| На человека в его доме нападает преступник с ужасными шрамами. Оглушив жильца, преступник берет пробу из шеи, от чего тот умирает. Кеннекс пытается отвязаться от новой подружки. В подпольной операционной доктор, лишившийся лицензии, делает пластическую операцию, используя пробу из тела погибшего человека. Так как жертва был хромом (генетически улучшенный человек), и состоял в клубе для хромов, туда отправляется Валери, где заводит знакомство с владельцем клуба. Преступник продолжает убивать жертв, выбирая только красивых людей. Каждый раз, с помощью доктора, он делает изменения в структуре лица, приближаясь к своему идеальному образу. Все это для возлюбленной, пред которой он хочет появиться в виде красавца. Но она любит его не за внешность. |                                       |                |                              |                 |             |                     |
| 13 | «Straw Man» «Соломенный человек»      | Сэм Хилл       | Элисон Шапкер и Грэм Роланд  | 3 марта 2014    | 2J7013      | 5,63                |
| В приюте для бездомных мужчина в инвалидном кресле знакомится с девушкой, после чего заманивает её в переулок, и похищает. Комиссия проводит первую проверку Дориана после реактивации. Полиция обнаружила тело похищенной накануне девушки, набитое соломой. Почерк преступника указывает на серийного убийцу, прозванного «Соломенный человек», которого десять лет назад отправил в тюрьму детектив Эдвард Кеннекс, отец Джона. Вскоре после поимки преступника Эдвард погиб при странных обстоятельствах. Основная версия расследования - это появление маньяка-подражателя. Однако у Кеннекса нет полной уверенности, что отбывающий заключение действительно виновен. У Джона есть возможность завершить начатое отцом расследование. |                                       |                |                              |                 |             |                     |

## Рейтинги США
| №  | Название             | Дата показа     | Рейтинг/доля (18-49) | Зрители (миллионы) | DVR (18-49) | Зрители DVR (миллионы) | Всего (18-49) | Всего зрителей (миллионы) |
| -- | -------------------- | --------------- | -------------------- | ------------------ | ----------- | ---------------------- | ------------- | ------------------------- |
| 1  | "Pilot"              | 17 ноября 2013  | 3.1/8                | 9.18               | 1.4         | 3.42                   | 4.5           | 12.60                     |
| 2  | "Skin"               | 18 ноября 2013  | 2.3/6                | 6.76               | 1.0         | 2.62                   | 3.3           | 9.38                      |
| 3  | "Are You Receiving?" | 25 ноября 2013  | 1.9/5                | 6.12               | 1.1         | 2.98                   | 3.0           | 9.10                      |
| 4  | "The Bends"          | 2 декабря 2013  | 1.7/5                | 5.87               | 1.2         | 2.86                   | 2.9           | 8.73                      |
| 5  | "Blood Brothers"     | 9 декабря 2013  | 1.8/5                | 6.05               | 1.0         | 2.57                   | 2.8           | 8.62                      |
| 6  | "Arrhythmia"         | 16 декабря 2013 | 1.6/5                | 5.34               | 1.1         | 2.58                   | 2.7           | 7.92                      |
| 7  | "Simon Says"         | 6 января 2014   | 1.8/5                | 6.35               | 1.0         | 2.46                   | 2.8           | 8.81                      |
| 8  | "You Are Here"       | 13 января 2014  | 2.0/6                | 6.88               | 1.0         | 2.42                   | 3.0           | 9.30                      |
| 9  | "Unbound"            | 3 февраля 2014  | 1.9/5                | 6.41               | 1.1         | 2.59                   | 3.0           | 9.00                      |
| 10 | "Perception"         | 10 февраля 2014 | 1.6/4                | 5.74               | 1.2         | 2.86                   | 2.8           | 8.33                      |
| 11 | "Disrupt"            | 17 февраля 2014 | 1.7/5                | 5.35               | 0.9         | 2.54                   | 2.6           | 7.90                      |
| 12 | "Beholder"           | 24 февраля 2014 | 1.6/5                | 5.27               | н/д         | н/д                    | н/д           | н/д                       |
| 13 | "Straw Man"          | 3 марта 2014    | 1.5/4                | 5.63               | н/д         | н/д                    | н/д           | н/д                       |